# Oscar Fornari
Oscar Ramón Fornari (Media Agua, San Juan, Argentina, 15 de marzo de 1950 - Godoy Cruz, Mendoza, Argentina, 28 de octubre de 2019) fue un futbolista argentino. Jugaba de delantero.

## Trayectoria
Comenzó jugando en las inferiores de Belgrano de Sarmiento y a los 18 años de edad pasó a San Martín de San Juan donde debutó en 1970. En 1971 formó parte del plantel de Gimnasia y Esgrima de Mendoza, donde permaneció hasta el año 1972. En 1973 se une a Vélez Sarsfield. Jugó para el club hasta el año 1975, cuando ese año se marchó a Gimnasia de La Plata por 4 años consecutivos (1975-1978). En 1979 se fue a Colombia para jugar en el Junior de Barranquilla. Luego, en 1983 regresó a Gimnasia y Esgrima de Mendoza. Más tarde jugaría en los también clubes mendocinos Huracán Las Heras, Deportivo Maipú y Argentino. Ya en 1987 pasó a Desamparados de San Juan y luego a Juventud Alianza donde permaneció hasta su retiro en el año 1989.

### Selección Argentina
Fue convocado a la selección argentina en el año 1973 para jugar un partido de eliminatorias ante la selección boliviana en La Paz, Bolivia, donde marcó el único gol de la victoria argentina.

## Clubes
| Club                          | País      | Año       |
| ----------------------------- | --------- | --------- |
| San Martín (SJ)               | Argentina | 1970      |
| Gimnasia y Esgrima (M)        | Argentina | 1971-1972 |
| Vélez Sarsfield               | Argentina | 1973-1975 |
| Gimnasia y Esgrima (LP)       | Argentina | 1975-1978 |
| Atlético Junior               | Colombia  | 1979-1983 |
| Gimnasia y Esgrima (M)        | Argentina | 1983      |
| Huracán Las Heras             | Argentina | 1984      |
| Deportivo Maipú               | Argentina | 1985-1986 |
| Club Atlético Colegiales (SL) | Argentina | 1986-1987 |
| Alianza de S.J.               | Argentina | 1987      |
| Juventud Alianza (SJ)         | Argentina | 1988-1989 |